# 지진관측망

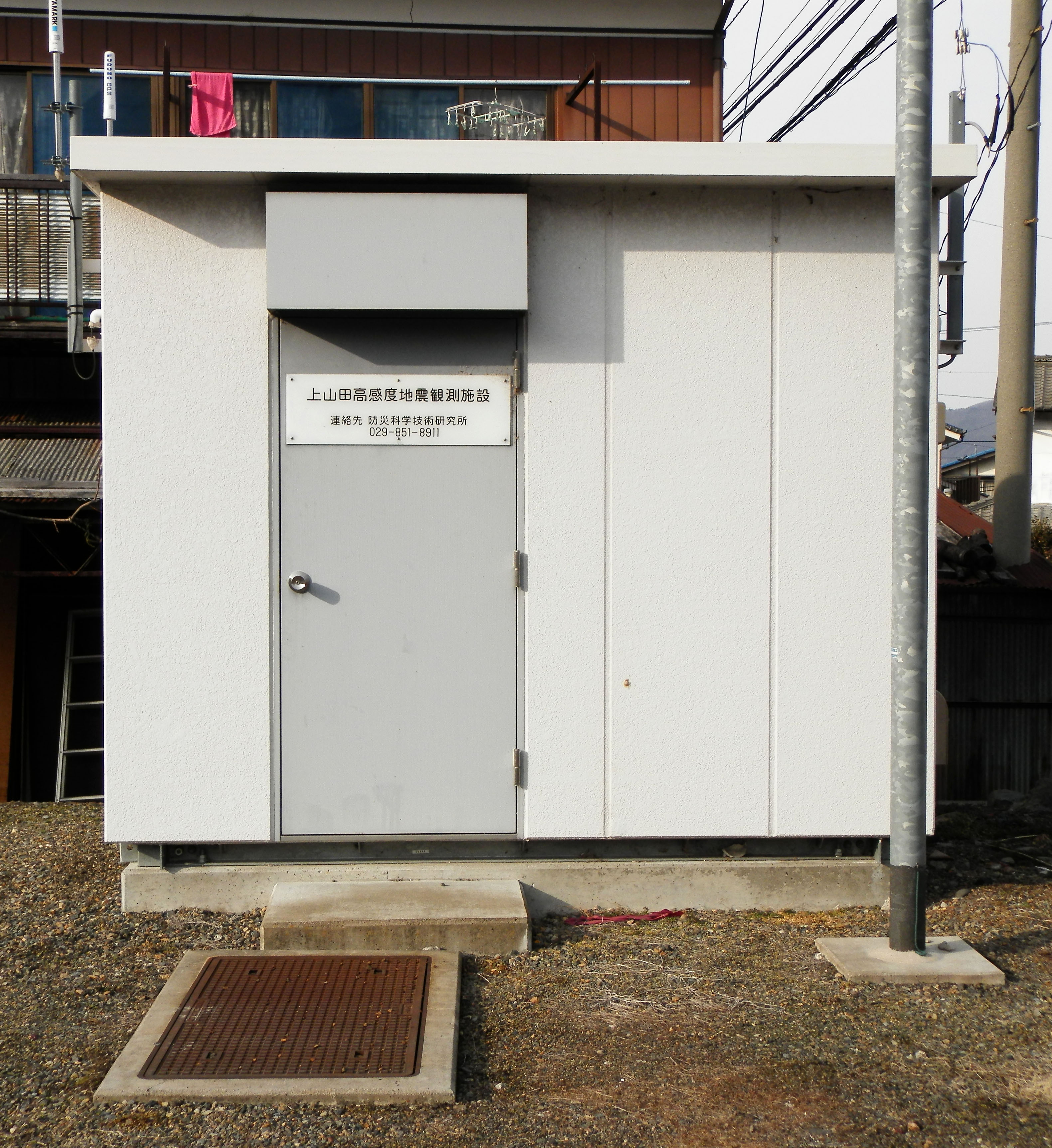
고감도 지진관측의 시설 (일본)

지진관측망(地震観測網)은 지진계에 의한 지진 관측 네트워크이다.

## 고감도 지진관측망
고감도 지진관측망(Hi-net)은 방재과학기술연구소에 의한 일본의 지진관측망이다. 미약 한 진동을 감지 할 수 있는 24시간 가동의 고감도 지진계에 의한 관측망이다. 일본 각지에 지진계가 설치되어있다.